# 广州中学
广州中学是一所位于中华人民共和国广州市天河区的公立完全中学，隶属于广州中学教育集团。广州中学以原广州市第四十七中学为基础建立，正式开办于2017年8月25日，办学历史始于1963年，现拥有凤凰、五山、名雅、天阳等四个校区。

## 历史沿革
原广州市第四十七中学为广州中学建校基础，而四十七中又源于原石牌小学附设初中班，于1963年7月迁往广州东郊猎德村广州市种苗公司猎德孵化场独立办学。2016年，广州市天河区政府拟在天河区华美路新建广州中学，后来又把原广州市第四十七中学并入新设立的广州中学，原广州市第四十七中学的五山、名雅、龙口、天润校区用作广州中学初中部。2017年8月25日，广州中学正式开办。
2019年12月17日，以广州中学为核心校，包含与广州中学各个校区相邻的长兴中学、汇景实验学校、华阳小学、五山小学、华康小学、龙口西小学等成员学校的广州中学集团正式授牌成立。

## 校区
广州中学现有四个校区，均位于天河区。其中凤凰校区为高中部，五山、名雅、天阳校区为初中部。
- 凤凰校区：位于华美路，是广州中学的主校区，2017年启用。
- 五山校区：位于五山路贤韵街，是原47中学的主校区，20世纪60年代启用。
- 名雅校区：位于体育东路华文街，前身为2000年建成的广州市天河中学高中部，2008年改为原四十七中学的初中部。
- 天阳校区：位于天河区龙口东路，2023年启用。

此外，广州中学还曾拥有以下校区：
- 天润校区：位于天寿路，前身为1999年成立的广州市天秀中学；2012年并入原47中学，成为其天润校区。因华阳小学办学场地不足，天河区教育局在2019年同意将该小学部分班级调整至该校区；2020年校区更名为广州中学教育集团天润校区[5]。自天阳校区2023年启用后，天润校区不再设初中年级[6]。
- 龙口校区：位于龙口西路，前身为2002年建成的广州市天河区龙口西小学帝景校区，2012年改为原47中学龙口校区，2019年再改回龙口西小学[7]。